# Гибсон, Патрик (актёр)
Патрик Лео Кенни-Гибсон (англ. Patrick Gibson, 19 апреля 1995 г.) — ирландский актёр, известный своими ролями в историческом телесериале «Тюдоры», мини-сериале «Колокола времени» и телесериале «ОА». В 2016 году Патрик получил награду за лучшую мужскую роль второго плана на премии London Film Awards, а в 2017 награду "Восходящая звезда" на премии Ирландской академии кино и телевидения (IFTA).

## Ранние годы и образование
Патрик родился в центральном Лондоне. Его отец также актёр, а мать работает в сфере маркетинга. По возвращении в Ирландию семья жила в Грейстонсе, затем в Стиллоргане, а позже в Доннибруке. Учился в колледже Гонзага. Начал изучать философию в Тринити-колледже в Дублине, но бросил его на полпути к получению степени в 2016 году после того, как попал в сериал «ОА», в 2023 году снялся в роли Николая Ланцова в сериале от студии Netflix «Тень и Кость».

## Фильмография
| Год  | Заголовок                | Роль                  | Примечания |
| ---- | ------------------------ | --------------------- | ---------- |
| 2012 | Что сделал Ричард        | Джейк                 |            |
| 2014 | Золото                   | Девон                 |            |
| 2015 | Вишневое дерево          | Брайан Келли / Дьявол |            |
| 2016 | Из звездные полтора часа | Рекс                  |            |
| 2018 | В отношениях             | Мэтт                  |            |
| 2018 | Темные отражения         | Клэнси Грей           |            |
| 2019 | Толкин                   | Роберт Гилсон         |            |
| 2023 | Бюро магических услуг    | Пол Карпентер         |            |

## Телевидение
| Год           | Заголовок                 | Роль                         | Примечания |
| ------------- | ------------------------- | ---------------------------- | ---------- |
| 2009 г.       | Тюдоры                    | Сын Аске                     | 3 серии    |
| 2011          | Портал юрского периода    | Стив                         | 1 серия    |
| 2011          | Неверлэнд                 | Curly                        | 2 серии    |
| 2014          | Колокола времени          | Томас                        | 5 серий    |
| 2016-2019 гг. | ОА                        | Стив Винчелл                 | 14 серий   |
| 2017          | Белая принцесса           | Перкин Уорбек / принц Ричард | 4 серии    |
| 2021          | Прежде чем умрем          | Кристиан Радич               | 6 серий    |
| 2023          | Тень и Кость              | Николай Ланцов               |            |
| 2024          | Декстер: Первородный грех | Декстер Морган               | 10 серий   |